# 고용 차별
고용 차별(Employment discrimination)은 고용과정에서 성 차별, 연령 차별 등을 하는 것이다. 고용 차별은 법적으로 보호되는 특성을 근거로 한 직장 내 불법 차별의 한 형태이다. 미국에서는 연방 차별금지법이 나이, 인종, 젠더, 성(임신, 성적 취향, 성 정체성 포함), 종교, 출신 국가, 신체적 또는 정신적 장애를 이유로 고용주가 직원을 차별하는 것을 금지한다. 주 및 지방 법률은 혼인 상태, 퇴역군인 상태, 간병인/가족 상태 등의 추가 특성을 보호하는 경우가 많다. 자격이나 책임의 차이로 인해 급여의 차이가 발생하는 소득 격차 또는 직업 차별을 고용 차별과 혼동해서는 안 된다. 차별은 의도될 수 있고 집단에 대한 이질적인 대우를 수반할 수도 있고 의도하지 않은 것일 수도 있지만, 집단에 이질적인 영향을 미칠 수 있다.

## 같이 보기
- 진정직업자격